# Ruben Sança
Ruben Sança (ur. 13 grudnia 1986) – pochodzący z Republiki Zielonego Przylądka lekkoatleta, długodystansowiec, olimpijczyk z Londynu.

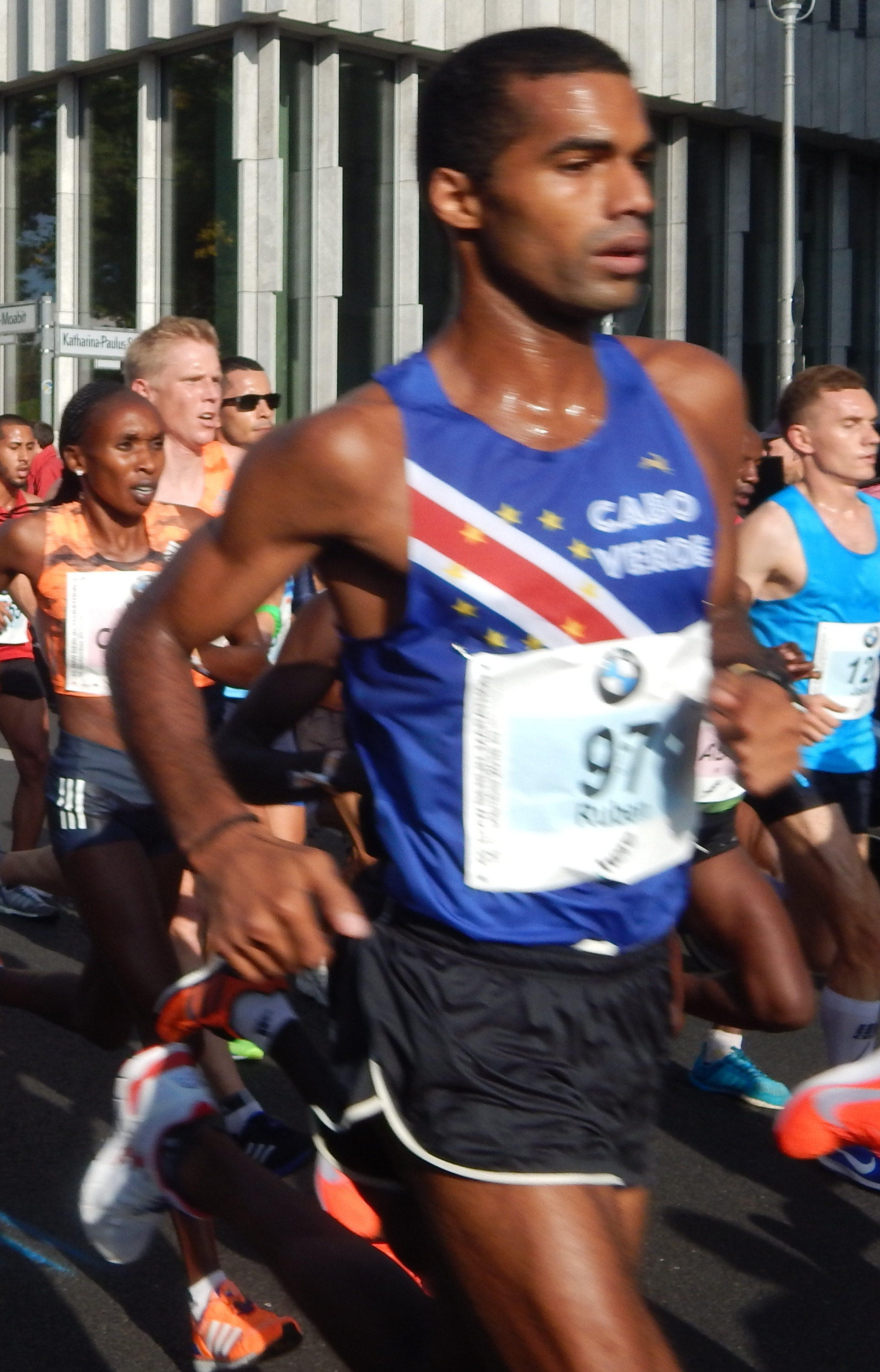
Ruben Sança w Berlinie, 2018

Reprezentował swój kraj na igrzyskach w Londynie, startował w biegu na 5000 metrów mężczyzn - odpadł w eliminacjach z czasem 14:35,19.
Wielokrotny rekordzista kraju. Złoty medalista igrzysk Luzofonii.

## Rekordy życiowe
| Dystans                       | Wynik (s) | Miejsce   | Data             |
| ----------------------------- | --------- | --------- | ---------------- |
| bieg na 5000 metrów (stadion) | 14:05,39  | Walnut    | 16 kwietnia 2010 |
| bieg na 5000 metrów (hala)    | 13:56,46  | Boston    | 30 stycznia 2010 |
| Maraton                       | 2:18:47   | Rotterdam | 10 kwietnia 2011 |